# ندای وظیفه: بلک اپس ۲
ندای وظیفه ۲: عملیات سیاه ۲ (به انگلیسی: Call of Duty: Black Ops 2) یک بازی ویدئویی در سبک تیراندازی اول شخص است که توسط تری‌آرک ساخته و توسط اکتیویژن (اسکوئر انیکس در ژاپن) منتشر شد. در ۱۳ نوامبر ۲۰۱۲ برای پلی‌استیشن ۳، ایکس‌باکس ۳۶۰ و ویندوز و در ۸ نوامبر ۲۰۱۲ در آمریکای شمالی، و ۳۰ نوامبر ۲۰۱۲ در اروپا و استرالیا برای وی یو منتشر شد. بلک اپس ۲ نهمین قسمت از سری بازی‌های ندای وظیفه و داستان آن به دو بخش تقسیم شده‌است، بخش نخست ادامهٔ وقایع بلک اپس را دنبال می‌کند و بخش دوم در سال ۲۰۲۵ زمانی که سلاح‌های پیشرفته به وجود آمده‌است، رخ می‌دهد.
این بازی در نیمه شب ۱۳ نوامبر ۲۰۱۲، در ۱۶۰۰۰ فروشگاه در سرتاسر دنیا عرضه شد. در عرض ۲۴ ساعت از شروع فروش بازی، بیش از ۵۰۰ میلیون دلار فروش کرد. این بازی تا سپتامبر ۲۰۱۳ بیشترین فروش بازی تاریخ را داشت تا اینکه در این تاریخ تیک-تو اعلام کرد که اتومبیل‌دزدی بزرگ ۵ در ۲۴ ساعت اول ۸۰۰ میلیون دلار فروخته‌است. فروش بازی به ۷٫۵ میلیون نسخه در نوامبر ۲۰۱۲ رسید که بیشترین درآمد ماه را بخود اختصاص داد. تا ۵ نوامبر ۲۰۱۳، تعداد نسخ فروخته شده به ۲۴٫۲ میلیون رسید.
عملیات سیاه ۲ اولین بازی از مجموعه بازی‌های ندای وظیفه است که دارای تکنولوژی تسلیحاتی آینده بوده و همچنین برای اولین بار در این مجموعه، داستان بازی به چندین شاخه تقسیم می‌شود که کاربر می‌تواند یکی از آن‌ها را انتخاب کند و ادامه دهد. همچنین بازی دارای قابلیت نمایش سه بعدی است. این بازی در ایران با انتقادات زیادی به خاطر نصب بازی و مشکلات آن مواجه شده‌است.

## خلاصه
مبارزهٔ تک نفره دارای دو داستان بهم مرتبط است: اولین داستان در سال‌های دههٔ ۱۹۷۰ تا ۱۹۸۰ رخ می‌دهد و داستان دیگر در سال ۲۰۲۵. قهرمان بازی‌های عملیات سیاه، الکس میسون به عنوان قهرمان داستان در بخش جنگ سرد مجدداً نقش آفرینی خواهد کرد، و در آنجا در جنگ‌های واسطه‌ای برای ایالات متحدهٔ آمریکا در جنگ سرد می‌جنگد. محل‌های مشخص برای این بخش از بازی عبارتند از: محل‌های متعددی در آمریکای مرکزی، افغانستان در زمان تهاجم شوروی و آنگولا. در این بخش از بازی، همچنین شاهد ظهور رسوایی دشمن اولیهٔ بازی، رائول منندز خواهیم بود. رائول، یک نارکو-تروریست با اصلیت نیکاراگوئه و رهبر «کوردیس دای» است. کوردیس دای یک جنبش مردمی است که به عنوان قهرمانان قربانی‌های نابرابری اقتصادی گرامی داشته می‌شود. دوست و همکار میسون با نام فرانک وود نیز بر می‌گردد و داستان را در قسمت مربوط به سال ۲۰۲۵ روایت می‌کند.
در قسمت ۲۰۲۵ بازی، پسر الکس میسون با نام دیوید در نقش اول بازی می‌کند. هنگامی که بورس سهام چین توسط یک حملهٔ سایبری فلج می‌شود، چین صادرات عناصر زمینی کمیاب را تحریم می‌کند که اینکار منجر به یک جنگ سرد جدید بین چین و آمریکا می‌شود. در این برههٔ زمانی، جنگ بوسیلهٔ ربات‌ها، جنگ‌افزار سایبری، وسیله‌های بدون سرنشین و سایر تکنولوژی‌های آینده‌ای انجام می‌گیرد.
دراین شرایط، منندز سعی می‌کند تا با تحریک درگیری بین طرفین، یک جنگ تمام عیار را براه اندازد. محل‌های شناخته شده برای این قسمت از بازی عبارتند از: لس آنجلس، سنگاپور، سوکوترا و یمن.

## داستان بازی
در سال ۲۰۲۵، افراد نیروی ویژه تحت امر دیوید میسون و دوستش هارپر به محلی به نام Vault که بسیار تحت محافظت می‌باشد و فرانک وودز در آن قرار دارد می‌رسند. آن‌ها تصور می‌کنند که وودز دارای اطلاعاتی حیاتی در رابطه با محل تقریبی رائول منندز است. وودز اعتراف می‌کند که منندز اخیراً وی را ملاقات کرده و به آن‌ها یک گردنبند جعبه دار را که جا گذاشته‌است نشان می‌دهد. سپس فرانک چندین عملیات مخفی انجام شده در طی دورهٔ نظامی‌گری اش را تعریف می‌کند.

### دههٔ ۱۹۸۰
در سال ۱۹۸۶، الکس میسون به‌طور مؤثری از خدمت فعال خود کناره‌گیری کرده و به‌طور پنهانی همراه با پسر ۷ سالهٔ خود بنام دیوید زندگی می‌کند. هنگامیکه جیسون هادسون، میسون را تحت فشار قرار می‌دهد تا او را برای انجام یک عملیات در Cuando Cubango در زمان اوج جنگ‌های داخلی آنگولایی و جنگ‌های مرزی آفریقای جنوبی متقاعد کند، این رابطهٔ سست، بیشتر متزلزل می‌شود. وودز در حالیکه به شورشیان UNITA متعلق به Jonas Savimbi در مبارزه با دولت مارکسیست آنگولا کمک می‌کند، همراه با افراد خود ناپدید می‌شود؛ در این زمان، عملیات آن‌ها توسط CIA سرکوب شده و هادسون امیدوار است تا بازماندگان را نجات دهد. میسون و هادسون با کمک UNITA، وودز را از رودخانهٔ Kavango دوباره برمی‌گردانند و بعد از آن منندز را در بین گروهی از مشاوران نظامی کوبایی پیدا می‌کنند. با این وجود، ناگهان درگیری و تیراندازی شروع می‌شود و هنگامیکه آمریکایی‌ها توسط Savimbi بوسیلهٔ یک هلیکوپتر Hind D نجات پیدا می‌کنند، طعمهٔ آن‌ها فرار می‌کند. مشخص می‌شود که منندز مسئول زندانی نگه داشتن وودز بعد از کشتن تیم وی می‌باشد. با توجه به این اطلاعات، میسون، وودز و هادسون شروع به تعقیب منندز می‌کنند. در این زمان، منندز خودش را به عنوان یک تاجر اولیهٔ اسلحه برای درگیری‌های بوته زار در آفریقای جنوبی و آمریکای لاتین تثبیت کرده‌است. بعدها در همان سال، CIA یک عملیات را علیه افراد بی پروای نیکاراگوئه‌ای ساماندهی می‌کند. در افغانستان، میسون، وودز و هادسون به مجاهدین و نیز مأمور چینی، تیان ژائو(Tian Zhao) برای مبارزه علیه روس‌ها کمک می‌کنند. وودز و میسون Lev Kravchenko را پیدا می‌کنند و متوجه می‌شوند که وی از انفجار نارنجک همراه با وودز در ویتنام جان سالم بدر برده‌است. این دیدار باعث می‌شود تا میسون عددهایی را ببیند و صدای رزنوف را دوباره بشنود. Kravchenko توسط گروه مورد اعتراف‌گیری قرار می‌گیرد. در اینجا بازیکن دو گزینه دارد: Kravchenko را بدستور رزنوف اعدام کند یا اینکه مقاومت کرده و اعتراف‌گیری را ادامه دهد. در حالت دوم، وودز بعد از اینکه می‌پذیرد که Kravchenko با منندز در ارتباط است و دارای افرادی در CIA است، وی را اعدام می‌کند. جدا از اینکه Kravchenko چطور کشته می‌شود، مشخص می‌شود که مجاهدین با منندز همدست هستند و به میسون، وودز، هادسون و ژائو خیانت می‌کنند. این چهار نفر پس از کتک خوردن و دست بسته در وسط بیابان رها می‌شوند تا بمیرند، آن‌ها بیهوشند تا اینکه افرادی غیرنظامی آن‌ها رانجات می‌دهند. یکی از این افراد بنظر میسون رزنوف است. در اینجاست که، انگیزهٔ منندز برای انتقام گیریش علیه غرب که بیمنطق بنظر می‌رسد، آشکار می‌شود: خواهر مورد علاقهٔ وی به‌شکل دردناکی توسط تجار آمریکایی در یک آتش‌افروزی عامدانه بخاطر پول بیمه صدمه دید. خاندان منندز که صاحب یک کارتل قدرتمند مواد مخدر است، زمانیکه CIA ترور پدر رائول را تصویب می‌کند، با این شکست به خروش می‌آید. حالا، منندز که خشمگین است، این جنگ را شخصی در نظر می‌گیرد، اما زمانیکه میسون، هادسون، وودز و نیروی دفاعی پاناما به قرارگاه‌های وی در نیکاراگوئه یورش می‌برند، نزاع یک نفرهٔ وی علیه غرب در هم می‌شکند و در این یورش وودز خشمگینانه و به‌طور غیرعمدی خواهر رائول را با یک نارنجک می‌کشد.
منندز با وانمودی به کشته شدن با کمک دیکتاتور پاناما، مانوئل نوریگا درصدد است تا از کسانی که خواهر وی را کشته‌اند انتقام شخصی بگیرد. در زمان حمله به پاناما در سال ۱۹۸۹ منندز از جاسوسان در CIA استفاده می‌کند تا هادسون و دیوید را به گروگان بگیرد و از آن‌ها به عنوان طعمه در تله استفاده می‌کند. او سپس از هادسون استفاده می‌کند تا وودز را گمراه کند تا اشتباهاً به جای وی، به میسون شلیک کند. اگر بازیکن از دستورهای هادسون سرپیچی کند و به جای اینکه به سر الکس میسون شلیک کند، به هرجای دیگری از وی بزند، او زنده خواهد ماند و مجدداً در انتهای بازی بازمی‌گردد. در گیرو دار این شلوغی، منندز هادسون را می‌کشد و وودز را فلج می‌کند. منندز که از انتقام‌گیری خود راضی نشده‌است، اجازه می‌دهد تا وودز و دیوید زنده بمانند و قول می‌دهد تا در زمان مناسب انتقام خود را کامل کند.

### ۲۰۲۵
سه دهه بعد از «حمله به پاناما»، منندز مجدداً به عنوان رهبر Cordis Die (یک جنبش عوام بزرگ با بیش از یک میلیارد عضو) ظاهر می‌شود. او یک حملهٔ سایبری را تدارک می‌بیند و بازار بورس چین را فلج می‌کند؛ چین هم در پاسخ صادرات عناصر زمینی کمیاب را تحریم می‌کند و بدین ترتیب آتش یک جنگ سرد جدید بین ایالات متحدهٔ آمریکا و ناتو، علیه SDC(ائتلاف دفاعی استراتژیک) به رهبری چین برافروخته می‌شود. منندز با بهره‌گیری از این بن‌بست قدرت بین دو طرف، تلاش می‌کند تا با تحریک جنگ بین دو طرف یک جنگ تمام عیار براه اندازد و به‌طور پنهانی به رهبر SDC، تیان ژائو کمک می‌کند. در اینجا، واحد (Section) کدگذاری شدهٔ یگان ویژه نیروی دریایی ایالات متحده آمریکا (Navy SEAL) با استفاده از اطلاعات جمع‌آوری شده توسط وودز و دیوید، نیروهای JSOC را برای جستجوی مجدد بدنبال منندز رهبری می‌کنند. Section و JSOC اندکی بعد از جمع‌آوری اطلاعات از وودز وارد میانمار می‌شوند و افزایش ناگهانی فعالیت در منطقه را مورد بررسی قرار می‌دهند. در آنجا، تیم Navy SEAL با یک مهندس کامپیوتر که تحت استخدام منندز است مواجه می‌شوند، و او به آن‌ها هشدار می‌دهد که یک حملهٔ سایبری با یک وسیلهٔ سلریوم(Celerium) که یک کامپیوتر کوانتوم برای هک سیستم‌های کامپیوتری دیگر است، در راه است. بعد از آن، تیم Section در پاکستان بکار گرفته می‌شود تا اطلاعاتی را دربارهٔ نقشه‌های منندز جمع‌آوری کند. در زمان تهاجم، منندز نام یک هدف را در جزایر Cayman فاش می‌کند. این هدف کارما نام دارد. بعد از آن هارپر و سالازار، از مأموران SEAL و Section، وارد جزایر Cayman می‌شوند و متوجه می‌شوند که کارما یک زن است که نامش Chloe Lynch است و یک کارمند سابق شرکت تسلیحاتی منندز با نام Tacitus است. Lynch طراح اصلی وسیلهٔ سلریوم است و منندز برای تمام کردن کار، سربازانی را اجیر کرده تا وی را دستگیر کنند. بعد از آن، JSOC منندز را در یمن فریب می‌دهد، و در آنجا فرید (از اعضای ارزشمند JSOC) وارد اتاق منندز می‌شود تا به Section کمک کرده و دستگیری منندز را تسهیل کند. بازیکن، که در اینجا فرید است، در این عملیات حق انتخاب دارد. منندز که به وفاداری فرید شک دارد به او دستور می‌دهد تا به هارپر که دستگیر شده شلیک کند. اگر بازیکن به هارپر شلیک نکند و در عوض سعی کند تا به منندز شلیک کند، شکست می‌خورد، اما در عوض هارپر زنده می‌ماند و نجات پیدا می‌کند؛ و اگر بازیکن به هارپر شلیک کند، فرید زنده می‌ماند و بعد از آن هارپر در هیچ گفتگو یا عملیاتی ظاهر نخواهد شد. منندز با موفقیت دستگیر می‌شود، اما این یک فریب از جانب منندز است تا بتواند زیرساخت‌های کامپیوتری ارتش آمریکا را در هواپیمابر U.S.S. Obama، هک کند و بدین طریق کنترل تمام ناوگان پهپادهای آمریکا را در دست بگیرد. معلوم می‌شود که سالازار جاسوس منندز در JSOC است و حملهٔ منندز را تسهیل می‌کند. منندز با کمک سالازار فرار می‌کند و زمانیکه منندز به پل «اوباما» یورش می‌برد سالازار به سربازان محافظ Admiral Briggs شلیک می‌کند؛ و زنده ماندن Lynch بستگی به زنده ماندن فرید در عملیات قبلی دارد. بازیکن که در اینجا در نقش منندز است، در اینجا مختار است تا Admiral Briggs را بکشد یا اینکه زخمی‌کند. اگر بازیکن Admiral Briggs را فقط زخمی‌کند و تمام عملیات نیروی ضربت (Strike Force) را کامل کرده باشد، JSOC وSDC با هم متحد می‌شوند، و سپس به بازیکن اطلاع داده می‌شود که SDC صدها پهباد برای دفاع از اوباما فرستاده‌است و در نتیجه Briggs قادر خواهد بود تا کشتی و خدمه را نجات دهد. منندز در زمان ملاقات رهبران G20 با استفاده از پهپادها به لس آنجلس حمله می‌کند تا آن‌ها را بکشد و آسیب سنگینی به اقتصاد جهانی وارد کند. میسون رئیس‌جمهور ایالات متحده آمریکا را از میان حملات پهپادها به محل امنی اسکورت می‌کند. JSOC در نهایت منشأ نقل و انتقالات مربوط به هک کردن هاییتی را پیدا می‌کند، و در آنجا Section نیروهای JSOC را رهبری می‌کند تا تأسیسات مذکور را مجدداً در عملیات آخر بگیرند و منندز را دستگیر کرده یا بکشند. برای داستان چندین پایان وجود دارد که بستگی به این دارد که بازیکن در طی کل داستان چه کارهایی انجام می‌دهد، مثلاً اینکه آیا آمریکا و چین قادرند با هم متحد شوند یا عاقبت افراد خاصی در بازی چه خواهد بود. در طی داستان اصلی، بازیکن ممکن است بخواهد در عملیات ضربتی(Strike Missions) انتخابی شرکت کند. در عملیات ضربتی، JSOC تلاش می‌کند تا با ممانعت از مجبور شدن کشورهای همسایه برای متحد شدن با SDC، تأثیر جهانی SDC را محدود کند. خود Section به‌طور مستقیم در این عملیات شرکت نمی‌کند، با این حال می‌تواند از راه دور و از یک مرکز فرمان، به نیروها دستور دهد. اگر عملیات با موفقیت کامل شوند، SDC بحدی ضعیف می‌شود تا با JSOC متحد شود، و بعدها در روند داستان به بازیکن کمک می‌کند، برای مثال، پهپادهای خود را برای نجات U.S.S. Obama می‌فرستد یا اینکه نیروهای خود را برای کمک به JSOC در هاییتی می‌فرستد.

### پایان‌ها
داستان ندای وظیفه: عملیات سیاه ۲ چندین پایان دارد که بستگی به این دارد که بازیگر در طول بازی کدام شرایط را به‌وجود می‌آورد. اگر بازیکن منندز را نکشد، هر چهار عملیات نیروی ضربت را کامل کند، و Choe Lynch و Alex Mason از وقایع بازی جان سالم بدر ببرند، بهترین حالت به‌وجود خواهد آمد. در این حالت، بازیکن باعث اتحاد بین آمریکا و چین شده، به جنگ سرد دوم پایان می‌دهد، زنده ماندن Lynch مانع از موفقیت حملهٔ سایبری منندز می‌شود، و زنده ماندن میسون باعث می‌شود تا با فرانک وودز در بازنشستگی دیدار کند و به Section مجدداً ملحق شود. صحنهٔ پایانی منندز را در زندان نشان می‌دهد که مصاحبهٔ Jimmy Kimmel با Lynch را تماشا می‌کند و زمانیکه Lynch به او در طی مصاحبه توهین می‌کند عصبانی می‌شود. اگر منندز زنده بماند، و Lynch نیز جان سالم بدر برد، اما میسون در عملیات کشته شود، جنگ سرد پایان خواهد یافت و حملهٔ سایبری منندز شکست خواهد خورد، اما Section همراه با وودز به سر قبر پدرش خواهد رفت و تصمیم می‌گیرد که از نظامی‌گری کناره‌گیری کند؛ وودز اظهار می‌دارد که پدرش از این تصمیم خوشحال خواهد شد. اگر منندز زنده بماند، Lynch کشته شود، section منندز را دستگیر می‌کند. حملهٔ سایبری موفقیت‌آمیز خواهد بود، و منندز فرار می‌کند؛ وودز را در زمان بازنشستگی اش می‌کشد و سپس روی قبر خواهرش خودسوزی می‌کند. اگر منندز کشته شود، صرف نظر از عاقبت Lynch و میسون، یک ویدئو در یوتیوب که منندز قبلاً آن را ضبط کرده‌است، منتشر می‌شود و موجب شورش مردم غیرنظامی می‌شود.

## قسمت زامبی
بخش زامبی‌ها در بازی عملیات سیاه II مجدداً وجود دارد و مبارزات خاص خود را دارد. این قسمت در بازی‌های ندای وظیفه: جهان در جنگ و ندای وظیفه: عملیات سیاه I نیز وجود داشت. این برای سومین بار است که زامبی‌ها در بازی ندای وظیفه ظاهر می‌شوند و اولین بار است که دارای کمپین مجزا در کنار داستان اصلی بازی هستند. بخش زامبی از موتور چند نفره استفاده می‌کند تا یک تجربهٔ جمعی عمیق‌تر در کنار اشکال جدید بازی ایجاد شود. همچنین بخش زامبی دارای قابلیت بازی co-op 8 نفره است. این قابلیت آنلاین co-op، در بازی‌های ندای وظیفه: جهان در جنگ و ندای وظیفه: عملیات سیاه I برای فقط ۴ نفر بود. تریارک در اوت ۲۰۱۲ اعلام کرد که Nuketown به صورت یک نقشهٔ زامبی برای آن‌هایی که نسخهٔ دشوار و کر پکج عملیات سیاه II را می‌خرند بازسازی خواهد شد. در ۲۶ سپتامبر ۲۰۱۲، تریلیر زامبی رونمایی و نیز سه مدل بازی جدید تأیید شد که عبارتند از: مدل ترانزیت که ترکیبی از چندین نقشه در یک بازی است و برای گردش در اطراف باید سوار یک اتوبوس شد، سروایوال (زنده ماندن)، که مدل اولیه از بازی‌های ندای وظیفه: جهان در جنگ و ندای وظیفه: عملیات سیاه I بوده و بازیکن در آن باید تا حد ممکن زنده بماند و مورد سوم گریف است که در آن ۴ نفر در برابر ۴ نفر در برابر زامبی‌ها خواهند بود. در ۲۸ اکتبر ۲۰۱۲، یک مدل بازی جدید با نام آلوده شده معرفی شد که در آن اگر بازیکن توسط زامبی کشته شود، تبدیل به زامبی می‌شود.ممکن است در نسخه کرک این بازی حالت زامبی وجود نداشته باشد.

## ساخت
مدیر اجرایی اکتیویژن بلیزارد، روبرت کوتیچ در تاریخ ۸ نوامبر ۲۰۱۱ اعلام کرد که یک بازی ندای وظیفهٔ جدید برای انتشار در سال ۲۰۱۲ در حال ساخت است و جدیدترین بازی از این مجموعه خواهد بود. بازی به‌طور رسمی توسط اکتیویژن در طی گزارش در آمدهای سه ماههٔ چهارم در ۹ فوریهٔ ۲۰۱۲ تأیید شد و اکتیویژن قول داد که این بازی دارای «ابداعات چشمگیری» خواهد بود.

## حداقل سیستم لازم برای اجرای بازی
سیستم عامل: ویندوز ویستا (سرویس پک دو)، ویندوز ۷ و ویندوز ۸ (از ویندوز xp پشتیبانی نمی‌شود).
پردازنده: Intel Core2 Duo E8200 2.66 GHz یا AMD Phenom X3 8750 2.4 GHz
حافظه: GB 2 برای سیستم عامل ۳۲ بیتی یا GB 4 برای سیستم عامل ۶۴ بیتی

## بازتاب‌ها
| گردآورنده | امتیاز                                               |
| --------- | ---------------------------------------------------- |
| متاکریتیک | (PC) 74/100 (PS3) 83/100 (WiiU) 81/100 (X360) 83/100 |

| ناشر                   | امتیاز |
| ---------------------- | ------ |
| جی۴                    | 4.5/5  |
| گیم اینفورمر           | 8.5/10 |
| گیم‌اسپات               | 8.0/10 |
| گیم‌تریلرز              | 9.4/10 |
| آی‌جی‌ان                 | 9.3/10 |
| اوپی‌ام (بریتانیا)      | 8/10   |
| اواکس‌ام (بریتانیا)     | 8/10   |
| اواکس‌ام (ایالات متحده) | 8.5/10 |